# Robert Hübner
|  | No s'ha de confondre amb Robert Huber. |

Robert Hübner   (Colònia, 6 de novembre de 1948 - Colònia, 5 de gener de 2025)) fou un respectat jugador i escriptor d'escacs, que té el títol de Gran Mestre des de 1971, i dos cops Campió d'Alemanya. Fou també papiròleg, i un reconegut expert en jeroglífics de l'antic Egipte. A més, Hübner és reconegut com un dels millors jugadors de xiangqi que no sigui xinès.
A la llista d'Elo de la FIDE del juliol de 2015, hi tenia un Elo de 2589 punts, cosa que en feia el jugador número 14 (en actiu) d'Alemanya. El seu màxim Elo va ser de 2640 punts, a la llista de juliol de 1981. El seu màxim Elo en els darrers 20 anys fou de 2637 punts, a la llista d'octubre de 2005 (posició 73 al rànquing mundial).

## Carrera escaquística i resultats destacats en competició
Sobre el tauler, la tècnica de Hübner és reconeguda com a eficient i despietada. Fou Campió d'Europa juvenil a Groningen, el 1964/65. El 1967, als divuit anys, fou campió (ex aequo, amb Hans Besser), del Campió de l'Alemanya Federal. Cap a 1975, era un dels millors jugadors del món, i escalà fins a la desena plaça de la llista d'Elo de la FIDE d'aquell any. Segons Bill Hartston — "El seu tarannà perfeccionista i una mica pessimista, això no obstant, va evitar que assolís el màxim cim de l'elit dels escacs". Certament la seva arribada al cim dels escacs mundials va ser obstaculitzada per les seves incompareixences i per estranyes derrotes en els moments més inoportuns, com en els matxs de Candidats. No es va presentar al seu matx de candidats de 1971 contra Tigran Petrossian, al·legant que les condicions fixades eren intolerables. Tampoc es va presentar al seu matx de candidats de 1980 contra Víktor Kortxnoi. Finalment, va tenir molta mala sort quan la victòria en el seu matx de quarts de final de 1983 contra Vassili Smislov va ser atorgada en el desempat a Smislov, pel sistema de ruleta (Smislov va refusar de jugar un desempat a partides ràpides, cosa que era opcional en aquell moment, i un dels punts forts de Hübner).
Hübner va estar en el seu millor moment a les darreries dels anys 1970 i començaments dels anys 1980, participant en molts torneigs de reconegut nivell com el de Tilburg 1978 i el de Mont-real 1979 (El "Torneig de les Estrelles"), on hi participaren els millors jugadors del món del moment, Anatoli Kàrpov, Mikhaïl Tal i Jan Timman. Va obtenir victòries a Houston 1974, Múnic 1979 (empatat amb Ulf Andersson i Borís Spasski), Interzonal de Rio de Janeiro 1979 (empatat amb Lajos Portisch i Tigran Petrossian), al Festival d'escacs de Biel de 1984 (empatat amb Vlastimil Hort) i al Torneig de Linares 1985 (empatat amb Ljubomir Ljubojević). Fou 2n (empatat) a Tilburg 1984 (el campió fou Miles).
Hübner va acceptar ser un dels rivals d'entrenament de Garri Kaspàrov entre la fi del matx pel Campionat del món de 1984 i el començament del Campionat de 1985, i hi va jugar un matx, a Alemanya, que finalitzà amb victòria del soviètic (+3 =3 -0),
Hübner va treballar com a entrenador de Nigel Short en el seu esforç per guanyar el matx pel Campionat del món de 1993 contra Garri Kaspàrov. El 1999 va guanyar el Campionat d'Alemanya, celebrat a Altenkirchen (superant Rustem Dautov). El 2000 va guanyar amb l'equip alemany una medalla de plata a les Olimpíades d'escacs celebrades a Istanbul.
Va romandre actiu en el circuit internacional durant els 2000, però mai va tenir una carrera totalment professional a la qual pogués dedicar el cent per cent del temps, degut a la seva carrera acadèmica.

### Escriptor d'escacs

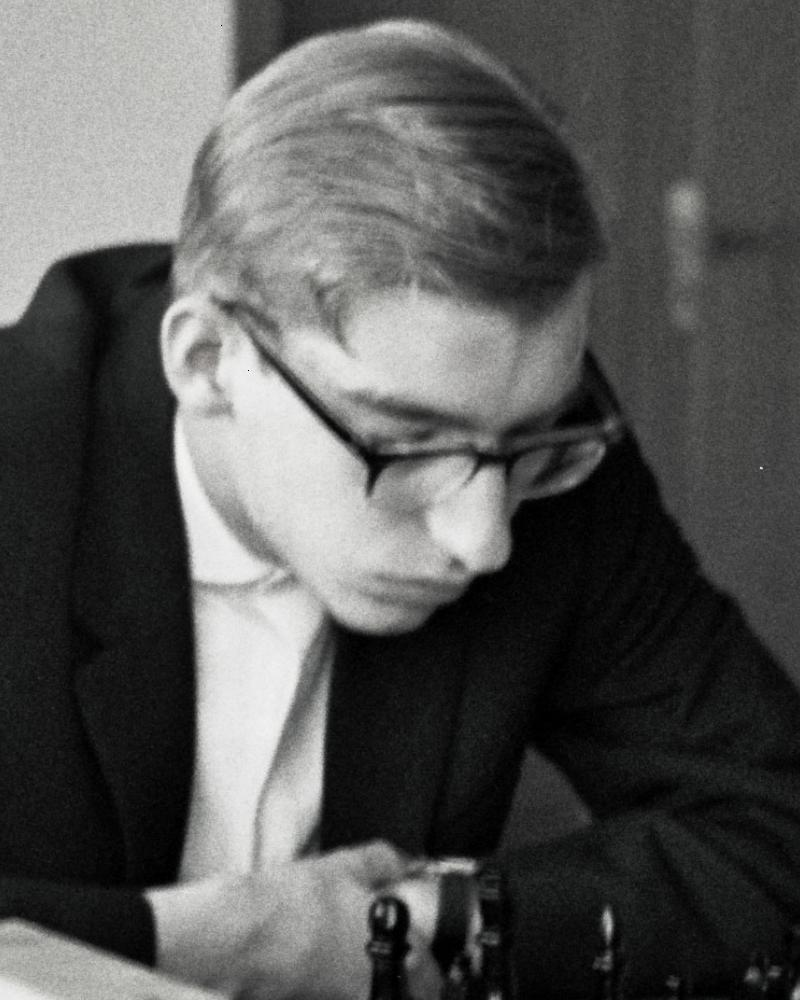
Hübner a Porz (1966)

Les contribucions de Hübner a la literatura escaquística inclouen extenses anàlisis de les partides més brillants dels escacs del segle xix. Les seves contribucions més recents han estat les anàlisis detallades i l'estudi de les partides dels Campions Mundials, principalment de Bobby Fischer i d'Aleksandr Alekhin.
Ha donat nom a la Variant Hübner de la defensa NimzoÍndia (1.d4 Cf6 2.c4 e6 3.Cc3 Ab4 4.e3 c5 5.Ad3 Cc6 6.Cf3 Axc3+ 7.bxc3 d6).

## Partides notables
- Bobby Fischer vs Robert Hübner, Palma 1970, Defensa Caro-Kann: Variant Breyer (B10), 1/2-1/2. Una partida dramàtica amb un atac de peons centrals contra el GM Robert James Fischer.
- Robert Hübner vs Raymond Keene, Viena (Àustria) 1972, Defensa moderna: Fianchetto de rei (B06), 1-0 Després d'una llarga sèrie de maniobres la pressió del blanc sobre la posició del rei negre condueix a una combinació guanyadora.